# El rey de reyes (película de 2025)
El rey de reyes es una película cristiana de animación de 2025 dirigida por Seong-ho Jang, inspirada libremente en el libro infantil La vida de nuestro Señor (The Life of Our Lord) de Charles Dickens con fragmentos de la Biblia de la epístola de Mateo y Lucas tomados del nuevo testamento. La película está protagonizada por Kenneth Branagh, Uma Thurman, Mark Hamill, Pierce Brosnan, Roman Griffin Davis, Forest Whitaker, Ben Kingsley y Oscar Isaac.
El rey de reyes fue estrenada en Estados Unidos por Angel Studios el 11 de abril de 2025. Ha recibido críticas entre positivas y mixtas y ha recaudado 75,6 millones de dólares.

## Argumento
Charles Dickens intenta representar un recital de Cuento de Navidad ante el público de un teatro, pero se ve constantemente interrumpido por su hijo Walter, que representa ruidosamente las hazañas del rey Arturo entre bastidores con la ayuda de su rotunda compañera felina. Arruinada la representación, Dickens se plantea castigar al niño, pero su esposa Catherine sugiere al escritor que intente alejar a Walter de su obsesión por la Mesa Redonda ofreciéndole otra historia sobre un rey aún más grande que Arturo: el «Rey de Reyes», Jesucristo. Walter no cree que tal cosa sea posible, pero accede a regañadientes a escuchar la historia de su padre, pero sólo con la condición de que se le permita abandonarla en cuanto se aburra.
Sin embargo, a medida que avanza el relato, Walter se implica tanto en la vida de Jesús que exige a su padre que termine la historia, por muy angustiosa que le resulte. A medida que avanza la historia, Walter no sólo se involucra en ella, sino que empieza a imaginar que forma parte de ella: él y su gata Willa viajan junto a Jesús y los discípulos, y son testigos de los diversos acontecimientos de la vida de Cristo: la Natividad, el Ministerio, la Pasión y la Resurrección. Poco a poco va conociendo y amando a Jesús, que se convierte para él en un modelo de figura real. Después de la crucifixión, tras haber luchado por aceptar y comprender la muerte de Jesús, Walter experimenta por fin la salvación del pecado y de la muerte mediante el sacrificio de Cristo: comprende el significado de este sacrificio y lo acepta. Es entonces cuando presencia la Resurrección y comprende el amor infinito de Jesús, que le llevó a dar su vida para salvar a la humanidad y a cada ser humano en particular. Poco a poco va conociendo y amando a Jesús. Su padre también le explica el significado del sacrificio de Jesús contándole la historia de Adán y Eva y el pecado original, pero a Walter le cuesta mucho aceptar y comprender una muerte tan atroz e injusta.
Walter se entristece por la muerte de Jesús cuando, de repente, se encuentra hundiéndose en el fondo del mar, como el apóstol Pedro cuando caminaba sobre las aguas. Walter suplica a Jesús que le salve. Jesús aparece, le abraza tiernamente, le saca del agua y ocupa su lugar bajo el agua. Desaparece, sustituido por una enorme cruz vacía.
De vuelta en tierra firme, Walter contempla la inmensa cruz que tiene delante. Ha experimentado la redención y la salvación del pecado y de la muerte gracias al sacrificio de Cristo: comprende profundamente el infinito amor de Jesús por él y se siente abrumado de amor y gratitud. Entonces es testigo de la Resurrección y ve a Jesús, vivo, de pie frente a él. Jesús le sonríe y se aleja lentamente hacia el horizonte, mientras sale el sol.
Mientras Walter corre a contar la historia a sus hermanos, Dickens toma la decisión de escribir la vida de Jesús para sus hijos. Entonces aparecen en la pantalla estas palabras de Jesús, tomadas del Evangelio de Juan: «Yo soy el camino, la verdad y la vida. Nadie va al Padre, sino por mí».

## Reparto de voces
- Kenneth Branagh como Charles Dickens
- Uma Thurman como Catherine Dickens
- Mark Hamill como el rey Herodes
- Pierce Brosnan como Poncio Pilato
- Roman Griffin Davis como Walter Dickens
- Forest Whitaker como Pedro
- Ben Kingsley como el sumo sacerdote Caifás
- Oscar Isaac como Jesús
- Ava Sanger como Mary Dickens
- Dee Bradley Baker como Willa la gata
- James Arnold Taylor como Melchor, Mateo, Felipe y Tomás
- Jim Cummings como el fariseo Hilel, Dismas y Santiago el Mayor
- Fred Tatasciore como el fariseo Eleazar
- Vanessa Marshall como María de Betania
- Mick Wingert como Gaspar y el fariseo Mahaliell
- Imari Williams como Baltasar y Bartolomé
- Frank Todaro como Gestas
- Millicent Miereanu como Marta de Betania

## Producción
En septiembre de 2024, se anunció que se estaba desarrollando una adaptación animada basada libremente en La vida de nuestro Señor de Charles Dickens, con  Kenneth Branagh, Uma Thurman, Roman Griffin Davis, Oscar Isaac, Forest Whitaker, Pierce Brosnan, Mark Hamill y Ben Kingsley en el reparto. En marzo de 2025, se anunció a través de las redes sociales que los veteranos actores de doblaje Dee Bradley Baker, James Arnold Taylor, Jim Cummings, Fred Tatasciore y Vanessa Marshall formarían parte del reparto.
A pesar de ser una producción surcoreana, los efectos visuales corrieron a cargo del estudio Animost de Vietnam, la posproducción se realizó en los estudios SunJive de Adelaida y el reparto de voces es estadounidense y británico. El coste total del presupuesto antes de la comercialización fue de ₩36.000 millones (unos 25,2 millones de dólares en el momento de la producción).

## Lanzamiento
En noviembre de 2024, Angel Studios adquirió los derechos de la película en la América del Norte. El teaser oficial de la película se publicó en noviembre de 2024. Se estrenó el 11 de abril de 2025.

## Recepción

### Taquilla
En Estados Unidos y Canadá, El rey de reyes se estrenó junto a The Amateur, Warfare y Drop, y se proyectaba una recaudación de entre 12 y 14 millones de dólares en 3200 salas en su fin de semana de estreno. La película recaudó 14,6 millones de dólares en preventas antes de su estreno. La película recaudó 7 millones de dólares en su primer día, incluidos 2 millones de dólares en los preestrenos del jueves por la noche. Continuó superando las expectativas y debutó con 19,4 millones de dólares, quedando segunda en taquilla por detrás de Una película de Minecraft. En su segundo fin de semana, que coincidió con el Viernes Santo y Pascua, la película recaudó 17,6 millones de dólares (un descenso de sólo el 9%), quedando en tercer lugar.

### Crítica
En el sitio web agregador de reseñas, Rotten Tomatoes, el 66% de las 49 reseñas de los críticos son positivas, con una puntuación media de 6/10. Metacritic, que utiliza una media ponderada, asignó a la película una puntuación de 42 sobre 100, basada en seis críticos, lo que indica críticas «mixtas o medias». El público encuestado por CinemaScore otorgó a la película una nota media de «A+», mientras que los encuestados por PostTrak le dieron una puntuación global positiva del 94%, con un 83% que afirmó que recomendaría sin duda la película.